# Кюньо, Никола Жозеф

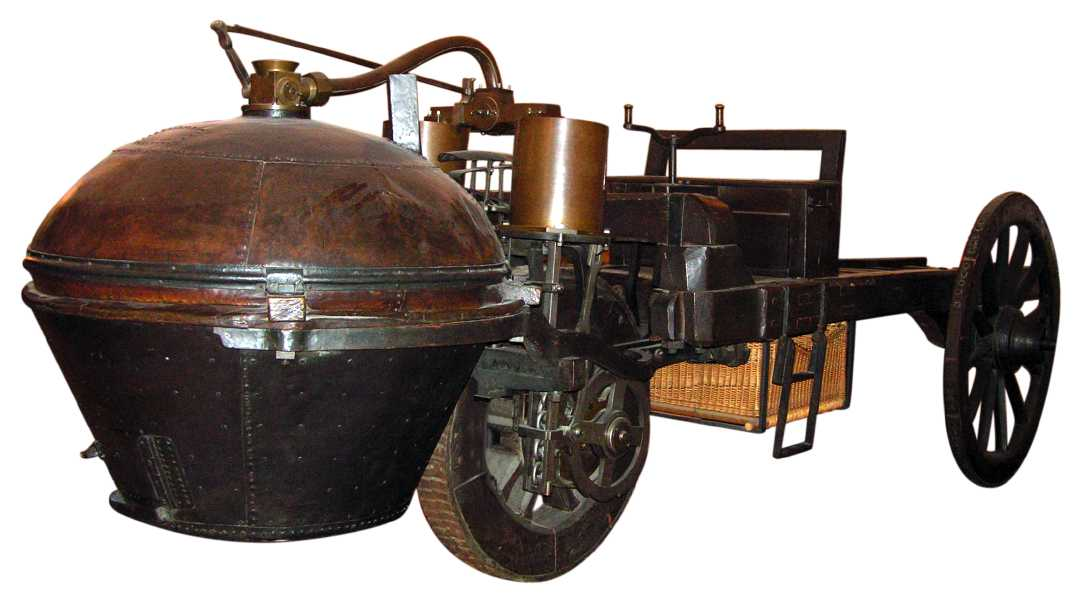
Телега Кюньо

Никола́ Жозе́ф Кюньо́ (Николя-Жозе́ Кюньо) (фр. Nicolas-Joseph Cugnot; 26 февраля 1725 — 2 октября 1804) — французский изобретатель, инженер. Он получил известность благодаря тому, что первым соорудил самоходную машину. Это утверждение оспаривается некоторыми учёными, которые утверждают, что намного раньше Кюньо, в 1672 году член Иезуитской миссии в Китае Фердинанд Вербист построил для императора Канси автомобиль, который, однако, был игрушечным — длиной всего 65 см.

## Биография
Родился в Вуа-Вакон, Лотарингия (ныне департамент Мёз), Франция. Служил военным инженером, работал над созданием транспортных средств, приводимых в движение паровым двигателем для французской армии.
В 1763 году, работая в Парижском арсенале, приступил к разработке самоходной паровой телеги с прочной дубовой рамой, на которой можно было бы возить пушки массой 2—3 т. В 1769 году представил проект повозки «движимой действием водяного пара, образуемого огнём». Повозка была на трёх деревянных колесах — одно впереди и два позади; она была снабжена небольшим паровым котлом и машиной с вертикальным паровым цилиндром, вращающей переднее колесо, снабжённое зубцами. 2-цилиндровая паровая машина имела рабочий объём 50 л и развивала примерно 2 л. с. При полной массе 5 т телега могла двигаться со скоростью 4 км/ч, но давления пара хватало лишь на 12—15 минут движения.
Первое испытание машины проводилось 23 октября 1769 года, когда четыре человека, управлявших ей, не смогли справиться с управлением и она врезалась в стену арсенала. Повторные испытания в декабре того же года также оказались неудачными. С апреля следующего года Кюньо начал строительство новой машины. Есть сведения, что она была испытана в 7-километровом пробеге из Парижа до пригорода Винсенн. Однако изменения в военном руководстве страны привели к прекращению работ.
Тем не менее, машину Кюньо по праву можно считать предшественником локомобилей, а также и паровозов.

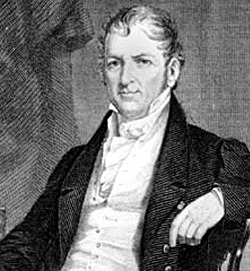
Эли Уитни (1765—1825) — американский изобретатель и промышленник, которого принимают за Куньо

В связи с отсутствием средств не сумел реализовать свой проект более мощного транспортного средства.